# Bigorre (IGP)
Pour les articles homonymes, voir Bigorre.
Le bigorre, appelé vin de pays de Bigorre jusqu'en 2009, est un vin français d'indication géographique protégée (le nouveau nom des vins de pays) de zone du Sud-Ouest, situé dans le département des Hautes-Pyrénées.

## Origine

### Historique
Cette dénomination de vin de pays de zone a été créée par décret du 3 avril 1985, dont la dernière modification date du 14 décembre 2005.

### Géographique
L'aire géographique couvre les cantons de Castelnau Rivière Basse, Maubourguet, Rabastens de Bigorre et Vic en Bigorre

## Vignoble

### Encépagement
Les cépages rouges sont:
- Cépages de Bigorre: cabernet franc N, cabernet sauvignon N, courbu noir N, fer servadou N, manseng noir N, merlot N, petit verdot N, Tannat N.

Les cépages blancs sont:
- Cépages de Bigorre: Arrufiac B, baroque B, clairette, colombard B, courbu blanc B, crouchen B, gros manseng B, lauzet B, listan B, petit manseng B, Ondenc B, raffiat de Moncade B, sauvignon B, sémillon B et ugni blanc B.

### Conduite du vignoble

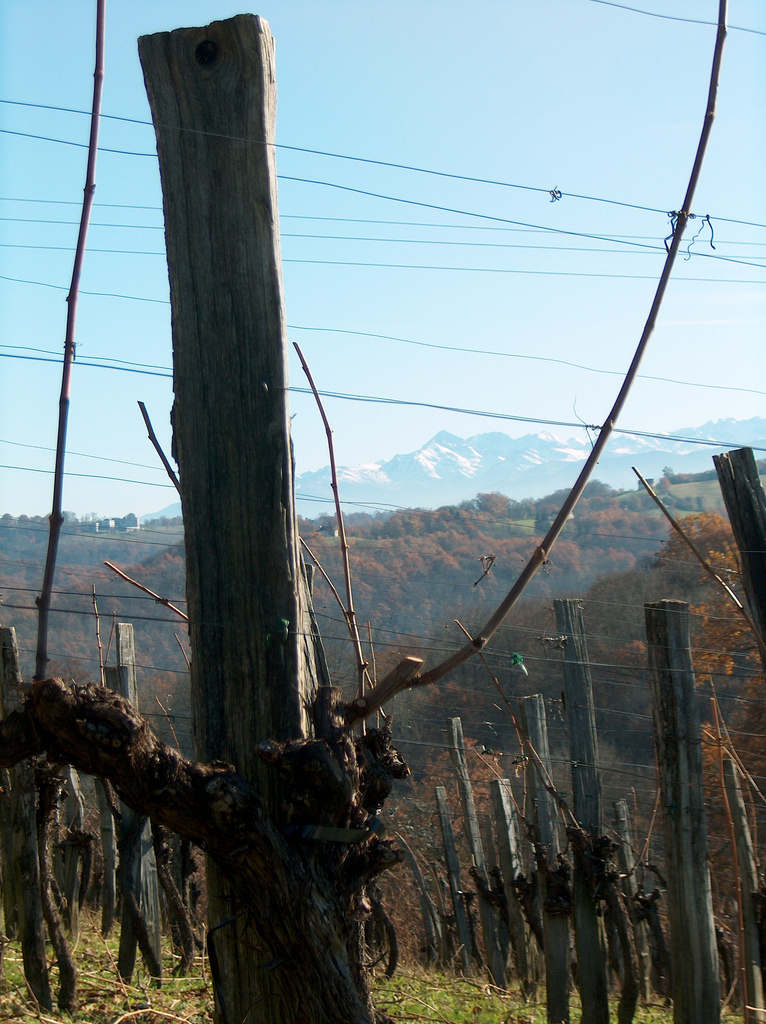
Gros plan sur une vigne taillée au mois de décembre

Les vignes doivent être plantées à une densité de 2000 ceps par hectare au minimum, avec un écartement entre rangs de 3 mètres au maximum.
Le rendement en vin fini est limité à 80 hectolitres par hectare et le rendement agronomique à la parcelle est limité à 90 hl/ha. La différence entre les deux valeurs concerne les lies et les bourbes.